# Cantó de La Rochelle-4
El cantó de La Rochelle-4 és un cantó francès del departament del Charente Marítim, situat al districte de La Rochelle. Compta amb part del municipi de La Rochelle.
| Data d'elecció                           | Identitat         | Partit | Qualitat |
| ---------------------------------------- | ----------------- | ------ | -------- |
| 1985-2004                                | Jean Harel        | RPR    |          |
| 2004-2011                                | Dominique Morvant | UMP    |          |
| 2011-                                    | Patricia Friou    | PS     |          |
| les dades anteriors no són pas conegudes |                   |        |          |
|                                          |                   |        |          |